# Coppa del Mondo femminile di pallavolo 1991
La Coppa del Mondo femminile di pallavolo 1991 si è svolta dall'8 al 17 novembre 1991 a Tokyo, Sendai e Osaka, in Giappone. Al torneo hanno partecipato 12 squadre nazionali e la vittoria finale è andata per la seconda volta consecutiva a Cuba, che si è qualificata per i Giochi della XXV Olimpiade, insieme alla Cina e all'Unione Sovietica, rispettivamente seconda e terza classificate.

## Gironi
| Girone A                                                               | Girone B                                                 |
| ---------------------------------------------------------------------- | -------------------------------------------------------- |
| - Canada - Unione Sovietica - Corea del Sud - Giappone - Perù - Spagna | - Brasile - Cina - Cuba - Germania - Kenya - Stati Uniti |

## Classifica finale
| Classifica | Squadre          | Qualificazione             |
| ---------- | ---------------- | -------------------------- |
|            | Cuba             | Giochi della XXV Olimpiade |
|            | Cina             | Giochi della XXV Olimpiade |
|            | Unione Sovietica | Giochi della XXV Olimpiade |
| 4          | Stati Uniti      |                            |
| 5          | Perù             |                            |
| 6          | Corea del Sud    |                            |
| 7          | Giappone         |                            |
| 8          | Brasile          |                            |
| 9          | Germania         |                            |
| 10         | Canada           |                            |
| 11         | Spagna           |                            |
| 12         | Kenya            |                            |